# Bahman Jadhuyeh
Bahman Jādhūyeh o Jādūyah, ma anche Jādhōē o Jādōē (in persiano بهمن جادویه‎), oppure ancora Bahman Jādhawayh (in arabo بهمن جاذويه‎?; traslitterato dal medio-persiano Vahūman Ĵādaggōw) (... – 636) è stato un generale sasanide.
Di pessima reputazione presso gli Arabi, che egli combatté fino alla morte, guidò i Sasanidi a un'importante vittoria sugli Arabi nella battaglia del Ponte.
Le forze arabo-musulmane chiamavano Bahman Dhū l-Ḥājib, (in arabo ذو الحاجب‎?, "Quello dei sopraccigli cespugliosi"). Viene spesso confuso con Mardānshāh, un altro generale sasanide.

## Biografia
Nulla si sa della sua gioventù, ma quanto meno improbabile è la notizia che Bahman Jādhūyeh - ricordato come un uomo anziano nel 634 - possa essere stato il figlio del generale sasanide Hormazd Jādhūyeh, che avrebbe guidato i Sasanidi nella battaglia di Firāḍ. 
Bahman è per la prima volta menzionato nelle cronache arabe nel 633, come uno dei rappresentanti dei Sasanidi e membro della fazione Parsig guidata da Piruz Khosrow. Nel 633, l'Imperatore sasanide ordinò a un altro generale, Andarzaghar, che era in carica e che doveva provvedere alla protezione delle frontiere del Khorasan, di presidiare i confini occidentali contro gli Arabi che razziavano la Persia. Andarzaghar, con Bahman Jādhūyeh, scatenò quello stesso anno un contrattacco contro l'esercito di Khalid ibn al-Walid nella battaglia di al-Walaja, ma i Sasanidi furono sconfitti. Dopo la disfatta, Bahman si precipitò a Ctesifonte, dove trovò l'Imperatore Yazdegerd III ammalato. Lo Shahanshah gli ordinò comunque di contrattaccare gli Arabi ma Bahman stavolta disubbidì all'Imperatore fanciullo e inviò invece Jābān a combattere gli Arabi.

Jābān, che era stato mandato al fronte occidentale da solo, fu sgominato nella battaglia di Ullays.
Quando gli Arabi, sotto il comando di Abu ʿUbayd organizzarono una spedizione nel Sawad (634), Rostam-e Farrokhzād inviò Bahman Jādhūyeh e Galinus contro di lui, con una forza armata composta dalla potente classe dei Wuzurgan, che poteva contare su elefanti da guerra e sui Jāwīdān (in persiano جاویدان‎), sotto il vessillo di pelli di leopardo (Derafsh-e Kāvīān).

Rostam è noto per aver detto a Bahman: "Se Galinus torna con qualcosa di simile a una sconfitta, allora tagliagli la testa". Bahman, scontratosi con gli Arabi a Sawaw, aggirò i musulmani a Babilonia, a ovest del Tigri, e poi dell'Eufrate, per accamparsi a Qoss al-Nātef, sulla sua riva destra. Abu 'Ubayd si accampò nei pressi del fiume e quando traversò l'Eufrate a sua volta su un ponte di barche, fu attaccato dall'esercito di Bahman.

Bahman prese alle spalle i musulmani che traversavano il fiume e inflisse loro una tremenda disfatta nella battaglia del Ponte. Durante lo scontro, l'esercito di Bahman trasse vantaggio dalla presenza di elefanti da guerra, che terrorizzavano i cavalli degli Arabi, tanto da provocare la morte dello stesso Abu 'Ubayd, forse ucciso proprio da un pachiderma. Il ponte fu rotto allora dagli Arabi, 4.000 dei quali perirono annegati o uccisi dai guerrieri di Bahman. Al-Muthanna tentò di allontanarsi dal ponte e di radunare i 3.000 Arabi sopravvissuti ma alcuni di loro fuggirono verso Medina. Bahman però non li inseguì per eliminarli definitivamente.
Bahman non poté sfruttare appieno la sua vittoria perché, subito dopo, una fazione che a Ctesifonte (per gli Arabi al-Madāʾin) faceva capo a Fīrūzān allontanò dal potere Rostam-e Farrokhzād e la sua fazione. Bahman dovette lasciare la sua carica militare e tornare nella capitale sasanide, facendo sfumare qualsiasi possibilità dei Persiani di vanificare l'azione conquistatrice dei musulmani Arabi.
Nel 636, durante la battaglia di al-Qadisiyya, Bahman fu ucciso da Qaʿqaʿ b. ʿAmr che volle vendicare così la morte di Abu 'Ubayd e degli altri musulmani trucidati nella battaglia del Ponte.